# Pardines (Franciaország)
Pardines egy település Franciaországban, Puy-de-Dôme megyében. Lakosainak száma 301 fő (2022. január 1.). Pardines Perrier, Chadeleuf, Issoire, Meilhaud, Neschers, Saint-Yvoine és Les Deux-Rives községekkel határos.

## Népesség
A település népességének változása:
| Lakosok száma | 240  | 268  | 275  | 279  | 285  | 290  | 296  | 297  | 301  |
|               | 2013 | 2015 | 2016 | 2017 | 2018 | 2019 | 2020 | 2021 | 2022 |